# Aïcirits-Camou-Suhast
Aïcirits-Camou-Suhast (tiếng Basque: Aiziritze-Gamue-Zohazti) là một xã của tỉnh Pyrénées-Atlantiques, thuộc vùng Aquitaine, tây nam nước Pháp.